# Седловина
 Тази статия е за земната форма.  За селото в Област Кърджали вижте Седловина (село).  
Седловина се нарича късо понижение на планинско било, ограничено между два съседни върха. Терминът произлиза от специфичната форма на повърхността, наподобяваща на седло за конна езда с изпъкнала предна и задна част. Основните геоморфоложки фактори, които влияят върху образуването на седловините, са ледниковата ерозия във високите части на планините и регресивната ерозия на реките.
Външния вид на седловината се обуславя от петрографския състав на билото, степента и характера на ерозивните процеси, както и от миналите тектонски движения в околността.
През седловините често минават пътища и пътеки, свързващи двата противоположни склона на билото или планинския хребет. В този случай седловината е най-ниската проходима точка от планинското било, но и най-високата точка на маршрута и се отбелязва като планински проход когато има изградена подходяща инфраструктура за осъществяване на транспортна връзка. В планинските райони седловините се използват за придвижване между два върха, понеже по тяхното протежение минава най-късата и удобна пътека между връховете.
В туристическите среди и сред местното планинско население седловините се назовават с различни имена според спецификата на терена:
- превал – седловина със заоблена билна част
- премка – плитка седловина
- порта – седловина с по-голямо понижение в най-ниската си част, U-образна седловина
- преслап – седловина при било със заоблено напречно сечение, често денудационни повърхнини в билните части
- ръб – седловина в планински район с ледникова дейност, при контактната линия на два съседни циркуса